# 余鐸
余鐸（1437年—？），字文振，江西臨江府清江縣人，河南南陽衛官籍。明朝政治人物。進士出身。

## 生平
河南鄉試第七十七名。成化八年（1472年）壬辰科會試第一百十八名，殿試登進士第三甲第一百一十三名。

## 家族
曾祖父余志學。祖父余廷旭。父亲余瓊，曾任同知。